# Трубеж (приток Днепра)
Трубе́ж (укр. Трубі́ж) — река на Украине, левый приток Днепра. Трубеж впадает в Каневское водохранилище. Является частью Трубежской осушительно-увлажнительной системы, будучи её магистральным каналом.

## География
Его протяжённость составляет 113 км, а площадь бассейна 4700 км². Уклон реки — 0,26 м/км. Русло большей частью канализовано. На Трубеже расположен город Переяслав.
Долина шириной до 5 км, глубиной около 10 м. Долина заторфована. Верховье занимает болотный массив (17 704 га) долинного типа, занимает почти полностью нерасчленённую на террасы долину. В верхних частях затрофованной долины русло отсутствует, в низовье — обычно выражено.
Река берёт начало с восточной окраины села Даневка. Протекает в Козелецком и Бобровицком районах Черниговской области, а также Броварском, Барышевском и Переяслав-Хмельницком районах Киевской области.
Замерзает река в конце ноября-начале декабря, а тает во второй половине марта. Питание в основном снеговое.
Приток: (от истока к устью):
1. Быстрица (Бобровица)
2. Гниздная
3. Басанка (Сага)
4. Безымянная
5. Красиловка
6. Безымянная
7. Ильтица
8. Недра
9. Броварка (Каратуль)
10. Альта
11. Карань

## История
Первое упоминание о Трубеже встречается в Ипатьевской летописи под 988 годом в связи с началом строительства здесь Владимиром Святославичем крепостей Трубежской оборонительной линии.
В 992 году состоялась битва на Трубеже между войсками Древнерусского государства и печенегами, выигранная русскими князьями.
В 1096 году состоялось сражение на Трубеже между войсками Древнерусского государства и половцами, выигранное русскими князьями.